# Nurgül
Nurgül  è un nome proprio di persona turco femminile.

## Varianti in altre lingue
- Kazako: Нұргүл (Nurgúl)[1]
- Kirghiso: Нургүл (Nurgul)[1]

## Origine e diffusione
Significa "rosa splendente", "rosa brillante" in turco; etimologicamente è composto da due radici: l'arabo نور (nur) e il persiano گل (gol, "fiore", "rosa"); la prima delle due si trova anche nel nome Nur, la seconda in Nazgul e Golnar.

## Onomastico
Il nome è adespota, non essendo portato da alcuna santa; l'onomastico si può eventualmente feesteggiare il 1º novembre, giorno di Ognissanti.

## Persone
- Nurgül Yeşilçay, attrice turca